# Vụ sát hại XXXTentacion
Đây là vụ án nhằm sát hại rapper người Mỹ XXXTentacion (tên thật Jahseh Dwayne Ricardo Onfroy), xảy ra vào ngày 18 tháng 6 năm 2018. Onfroy bị bắn trong một vụ cướp bên ngoài cửa hàng bán xe môtô thể thao "RIVA Motorsports". Anh được phát hiện có nhiều vết bắn ngay cổ trong tình trạng nguy kịch và được thông báo đã chết vào lúc 5:30 chiều.

## Diễn biến
Vào ngày 18 tháng 6, Onfroy đến một tiệm ngân hàng để rút tiền. Sau khi rút xong, anh ra ngoài và bị một chiếc Dodge Journey SUV màu tối bám đuôi, được cho là có các nghi phạm Dedrick Williams, Robert Allen, Michael Boatwright và Trayvon Newsome.
Lúc 3:30 chiều theo múi giờ EDT, Onfroy đến RIVA Motorsports với chú của mình và đậu xe tại trước cửa hàng. Robert theo dõi anh trước từ bên trong để chắc chắn đó là Onfroy. Hai phút sau, Michael và Trayvon rời khỏi chiếc SUV và đi theo Onfroy vào trong.
Nửa giờ sau, Onfroy rời khỏi cửa hàng, lái đi một chiếc BMW i8 màu đen. Hai kẻ tình nghi cũng bắt đầu ra ngoài, lái chiếc SUV đuổi theo trước chặn xe Onfroy, Michael và Trayvon đeo một chiếc mặt nạ do Williams mua, cả hai chạy tới và đứng ngoài xe đe dọa cướp của. Một cuộc xung đột giữa nạn nhân và hung thủ đã xảy ra, kết quả Onfroy bị Michael bắn một phát vào cổ, chú của anh vì quá hoảng sợ nên đã thoát ra cửa xe bên phải và chạy bỏ trốn. Những nhân chứng ở đó kể với cảnh sát rằng Michael và Trayvon đã lấy cắp một chiếc túi hiệu Louis Vuitton từ xe của Onfroy rồi bỏ trốn.
Vụ nổ súng xảy ra ở phía đông thành phố Parkland. Sở cứu hỏa quận Broward đã nhanh chóng đưa anh đến trung tâm y tế Broward Health North gần đó. Onfroy ban đầu được báo còn trong tình trạng nguy kịch sau vụ nổ súng, Văn phòng Cảnh sát trưởng Hạt Broward sau đó xác nhận anh đã thiệt mạng, và qua đời ở tuổi 20.

## Điều tra

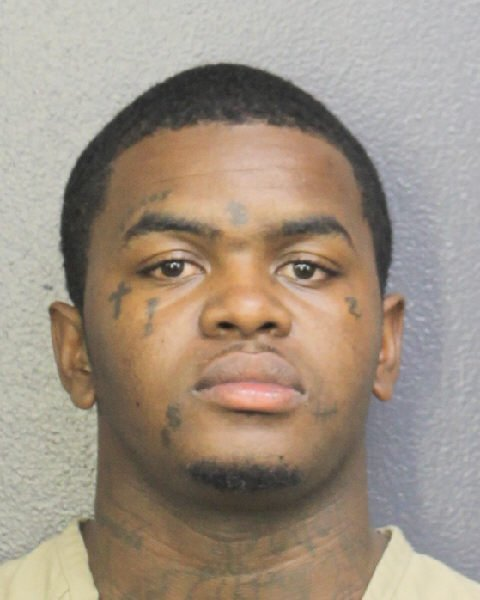
Bức ảnh của tên tội phạm liên quan Dedrick Williams

Sau khi tin tức về cái chết của Onfroy được loan truyền, Văn phòng Cảnh sát trưởng Hạt Broward đã treo thưởng 3.000 đô la cho ai bắt được nghi phạm. Ban đầu, những người hâm mộ trên mạng và người dân xung quanh đã nghi ngờ hai rapper Soldier Kidd và Soldier Jojo là kẻ giết Onfroy, do một số bài đăng trên Instagram của hai người, nhưng lời nghi oan này cũng bị xóa bỏ khi Dedrick Williams và Michael Boatwright (người bắn) bị bắt.
Vào ngày 20 tháng 6 năm 2018, cảnh sát đã bắt giữ Dedrick Devonshay Williams, liên quan đến vụ Onfroy. Williams được xác định bộ quần áo anh mặc vào ngày xảy ra vụ án, bao gồm một chiếc dép màu cam và áo tanktop trắng. Cảnh sát đã so sánh video từ máy quay an ninh với các hình ảnh trên Instagram của Williams, hắn cũng đi đôi dép màu cam sáng tương tự. Hắn được xác định bởi các nhân viên RIVA Motorsports đã đi vào cửa hàng để mua những chiếc mặt nạ cao su. Sau khi Williams bị bắt, hai lệnh tiếp theo được ban hành.
Vào ngày 27 tháng 6, Robert Allen, kẻ liên quan tới vụ án, sau đó bị bắt vào ngày 26 tháng 7.
Vào ngày 6 tháng 7, Michael Boatwright bị bắt, trước đó hắn cũng bị truy tội sử dụng ma túy, vào ngày 10 tháng 7, hắn được lệnh bắt giữ từ phía cảnh sát. Cảnh sát tin rằng Michael là người đã bắn chết Onfroy. Bốn người bị bồi thẩm đoàn tòa án truy tố hành vi giết người.
Vào ngày 7 tháng 8, Trayvon Newsome, cũng bị bắt vì tội giết người. Trayvon và Michael là hai người bị cáo buộc vì tội ác của mình.

## Kết quả

### Tưởng niệm
Sau thông báo về vụ án, một đài tưởng niệm đã nhanh chóng được xây dựng bởi những người hâm mộ và người dân địa phương, trên đài có vài lời bài hát của anh và những lời tưởng nhớ được viết bằng phấn của người hâm mộ. Chủ cửa hàng RIVA Motorsports đã tổ chức một buổi cầu nguyện sau đó vào cùng ngày. Cả ngôi nhà của Onfroy cũng được mọi người tưởng niệm. Hàng trăm người tập trung lại và đi bộ thành đoàn trên đường phố.

### Tang lễ

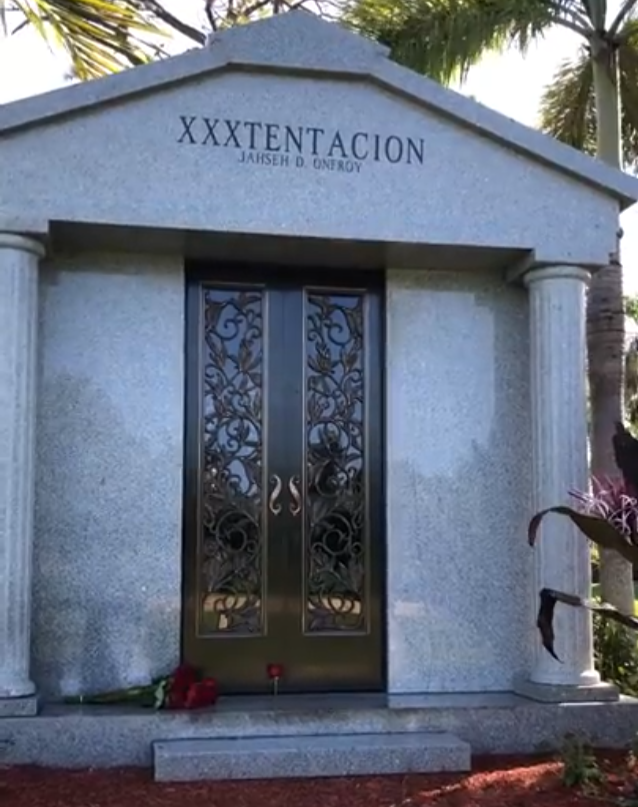
Ngôi mộ của XXXTentacion tại công viên tưởng niệm

Một dịch vụ quan tài mở cho Onfroy đã diễn ra tại Trung tâm BB&T ở Sunrise, Florida vào ngày 27 tháng 6, người hâm mộ đã đến đây để bày tỏ thái độ kính trọng của họ. Đám tang riêng của anh diễn ra một ngày sau đó, nơi các rapper như Lil Uzi Vert, Lil Yachty, Denzel Curry và ca sĩ Erykah Badu đến tham dự. Anh được đưa vào an nghỉ tại một lăng mộ ở công viên tưởng niệm Gardens of Boca Raton tại Boca Raton, Florida.

### Tiếp thị
Vào ngày 19 tháng 6 năm 2018, một ngày sau khi anh qua đời, Billboard đã báo cáo bản thu âm phát trực tuyến trên Spotify "Look What You Made Me Do" của Taylor Swift đã bị soán ngôi kỉ lục bởi ca khúc "Sad!" của anh, đạt 10,4 triệu lượt stream bài so với 10,1 triệu lượt của Swift.
Một tuần sau vụ án, đĩa đơn của Onfroy, "Sad!", đã đi từ vị trí thứ 52 lên vị trí thứ nhất tại bảng xếp hạng Billboard Hot 100, khiến anh trở thành nghệ sĩ đầu tiên nhanh chóng đứng đầu bảng Hot 100 kể từ "Mo Money Mo Problems" của The Notorious B.I.G năm 1997. Vào ngày 28 tháng 6, đội ngũ quản lý của anh đã phát hành video âm nhạc cho ca khúc "Sad!", thu về hơn 100 triệu lượt xem trong khi bản audio có hơn 690 triệu lượt xem.

## Xét xử
Dedrick Williams bị buộc tội giết người cấp độ một, bị quản chế và bị từ chối bảo lãnh. Vào ngày 25 tháng 6, hắn đã cam kết mình không phạm tội. Sau đó, 3 nghi phạm còn lại bị bắt giam.